# Chisola
La Chisola est un torrent italien du Piémont, affluent de la rive gauche du fleuve Pô. Son cours se situe entièrement dans la ville métropolitaine de Turin.

## Parcours
La Chisola naît de la confluence de deux torrents, un venant du mont Freidour (1 445 m) et l’autre du mont Tre Denti (1 343 m). Le long de son cours d’environ 40 km, il reçoit à droite le torrent Noce et le  Rio Torto di Roletto, puis divers torrents comme le Lemina, puis débouche dans le Pô à Moncalieri.

## Commues traversées

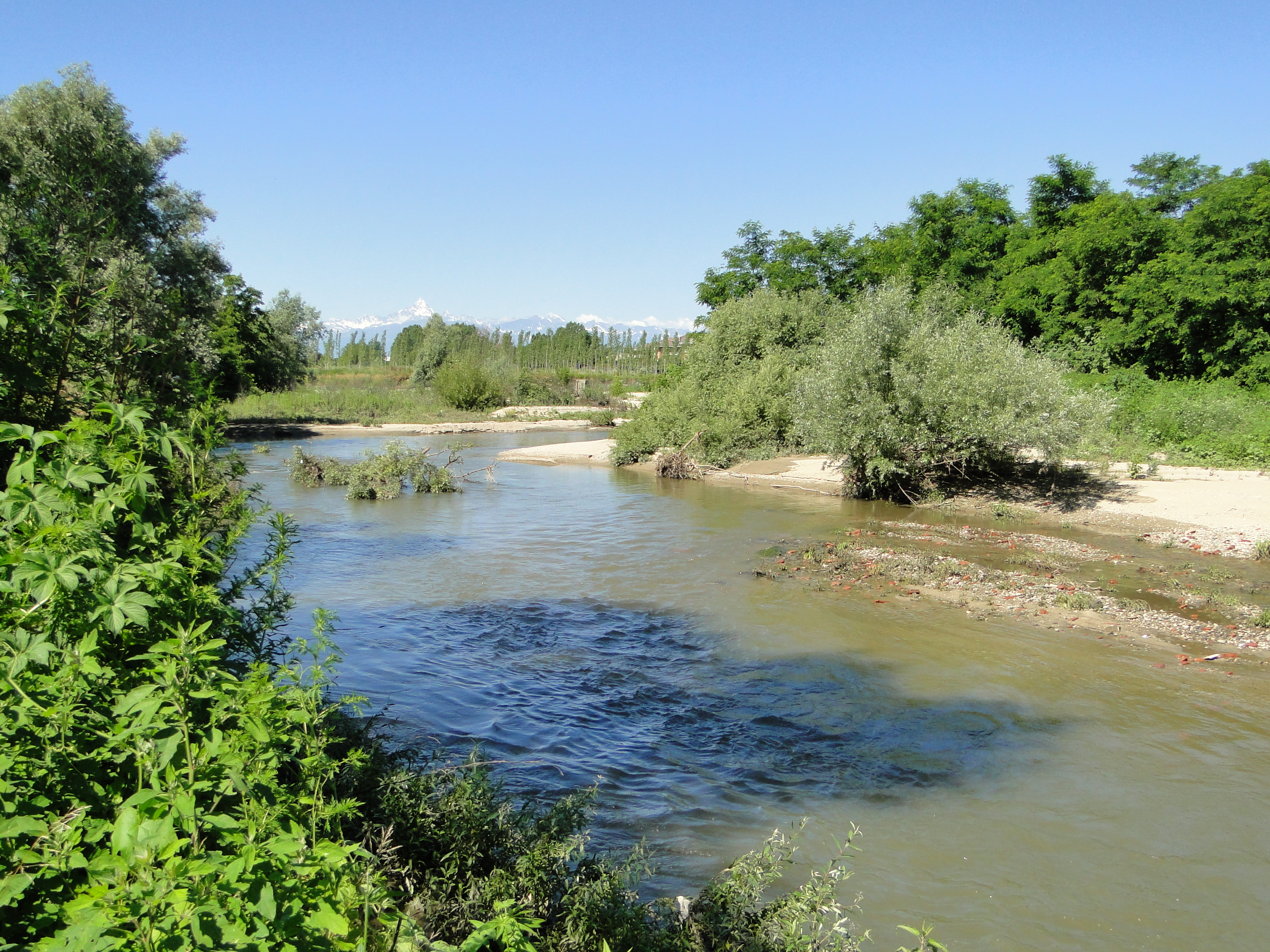
La Chisola à Vinovo.

- Cumiana
- Piossasco
- Volvera
- None
- Piobesi Torinese
- Vinovo
- La Loggia
- Moncalieri

## Principaux affluents
- À droite :
  - Torrent Noce,
  -  Rio Torto di Roletto
  - Rio Essa,
  - Torrent Lemina.
- À gauche:
  - Rio Tori,
  - Sangonetto di Piossasco.

## Régime
Malgré la classification de torrent le débit varie en fonction des saisons et n’est jamais à sec.

### Débit moyen
Source : AA.VV., Piano di tutela della acque - Allegato tecnico II.h/1 Bilancio delle disponibilita' idriche naturali e

## Sources
- (it) Cet article est partiellement ou en totalité issu de l’article de Wikipédia en italien intitulé « Chisola » (voir la liste des auteurs).